# Rhombozoa
Die Rhombozoa (Gr.: Rautentiere) sind ein kleiner Stamm des Tierreichs.

## Körperbau und Merkmale
Es sind wurmförmige Organismen, die von 0,1 bis maximal 9 mm lang werden. Ihr Körper besteht nur aus 10 bis 40 Zellen und ist zellkonstant (Eutelie). Er besitzt weder Körperhöhlungen noch differenzierte Organe. Der Körperbau ist zweilagig, er besteht aus einer großen, generativen Axialzelle mit Taschen, die von einer einschichtigen Epidermis umgeben wird, deren Zellen Cilien tragen. Polzellen bilden ein als "Kalotte" bezeichnetes Vorderende.

## Lebenszyklus und Fortpflanzung
Ihr Lebenszyklus ist ein Wechsel von sich ungeschlechtlich und geschlechtlich vermehrenden Generationen, also eine Metagenese.
Die erste asexuelle Generation wird Nematogen genannt. Aus ihrer Axialzelle entstehen so genannte Axioblasten, aus denen sich in Taschen der Axialzelle sog. „vermiforme“ (wurmförmige) Larven entwickeln. Sie verlassen das Muttertier durch Aufreißen der Körperwand und entwickeln sich zu neuen Nematogenen weiter.
Alternativ, möglicherweise bei einer zu hohen Populationsdichte, wird aus den vermiformen Larven über einen chemischen Faktor die Bildung einer anderen Form, Rhombogen genannt, induziert. Rhombogene und Nematogene sind sich anatomisch sehr ähnlich. Die Rhombogene entwickeln in den Taschen ihrer Axialzellen ein weiteres Stadium, das Infusorigen genannt wird. Infusorigene verlassen ihr Elterntier nicht. Sie weisen Zwittergonaden auf, durch sie sich bereits innerhalb des Rhombogens gegenseitig befruchten.
Aus den befruchteten Eiern schlüpfen so genannte Infusoriform-Larven, die komplexer aufgebaut sind als ihre Muttertiere. Am hinteren Ende besitzen diese Larven ein dichtes Zilienbündel, mit dem sie schwimmen können. Die Larven werden mit dem Urin vom Wirt ins freie Wasser abgegeben. Sie suchen dann einen neuen Wirt, wobei die Einzelheiten dieser Infektion unbekannt sind. Die ersten Nematogene im neuen Wirt weisen drei statt einer Axialzelle auf und werden als Stamm-Nematogene bezeichnet.

## Ökologie
Die Tiere leben in den Exkretionsorganen von Kopffüßern. Sie werden meist als deren Parasiten betrachtet. Da sie durch Ansäuerung ihres Milieus die Ammoniak-Exkretion ihres Wirtes fördern, kann man sie auch als Endosymbionten auffassen.
Die Infektionsrate von Cephalopoden mit Rhombozoen ist generell sehr hoch, in vielen Populationen sind beinahe alle Kopffüßer betroffen. In Jungtieren überwiegen dabei in der Regel Nematogene, in älteren Tieren Rhombogene, ohne dass genau bekannt wäre, warum. Die Rhombozoa treten meist nur in einer oder in wenigen nahe verwandten Cephalopoden-Arten auf, sie sind also wirtsspezifisch. Eine einzelne Kopffüßer-Art kann dabei allerdings von mehreren Rhombozoen-Arten infiziert werden. So sind z. B. an der kalifornischen Küste 18 Arten von Rhombozoa bekannt, die acht Kopffüßer-Arten befallen.

## Systematik
Die Rhombozoa sind eine Tiergruppe mit unsicherer stammesgeschichtlicher Stellung. Es handelt sich um sekundär vereinfachte Gewebetiere aus den Bilateria. Früher wurden sie mit den Orthonectida, mit denen sie einige Gemeinsamkeiten aufweisen, zum Taxon „Mesozoa“ vereint, das allerdings keine natürliche Gruppe, also kein „monophyletisches Taxon“, darstellt. Heute sind zwei Hypothesen zu ihrer systematischen Stellung verbreitet. Nach der ersten handelt es sich um sehr basale, urtümliche Bilateria, die mit keinem anderen Tierstamm näher verwandt wären. Die meisten Systematiker ordnen heute allerdings die Rhombozoa einer Verwandtschaftsgruppe, den Lophotrochozoen, zu, die u. a. auch die Mollusken und die Ringelwürmer umfasst. Da aufgrund des extrem vereinfachten Körperbaus kaum morphologische Merkmale bestehen, erfolgt die Zuordnung aufgrund ähnlicher, homologer DNA-Sequenzen in sog. molekularen Stammbäumen.
Die Rhombozoa werden in zwei Gruppen aufgeteilt:
- Dicyemidae (ca. 75 Arten):

Nematogene und Rhombogene weisen eine bewimperte Epidermis und den oben genannten Lebenszyklus auf.
- Heterocyemidae (2 Arten):

Die Epidermis der Nematogene und Rhombogene ist unbewimpert und es gibt weitere Abweichungen in Bau und Fortpflanzung.